# Fuzhou (Fujian)
Fuzhouⓘ is de provinciehoofdstad van de provincie Fujian en een prefectuur in het oosten van de Volksrepubliek China. Er wordt in Fuzhou een eigen dialect gesproken, het Fuzhou-dialect. Dat is een dialect uit het subdialect Oostelijk Min. Bij de volkstelling van 2020 had de prefectuur 8.290.000 inwoners. De stad zelf had 4.460.000 inwoners.

## Geschiedenis

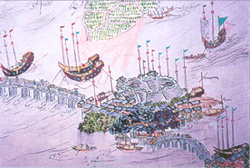
Oude afbeelding van de haven van Fuzhou

De datum dat Fuzhou is gesticht is niet precies bekend, maar waarschijnlijk is de stad gesticht als het gevolg van de annexatie van Yue door Chu in 306 v.Chr.. Een deel van de aristocratie van Yue vluchtte en stichtte Minyue. De eerste stadsmuur van Fuzhou werd in 202 v.Chr. gebouwd, toen Han Gaozu, de stichter van de Han-dynastie, toestemming gaf aan de koning van Minyue om de hoofdstad hier te vestigen. De naam van de stad was toen Ye 冶, wat 'mooi' betekent. De stad ligt aan de monding van de Min Jiang aan de Zuid-Chinese Zee. De haven was tussen 1405 en 1433 het vertrekpunt van de vloot van admiraal Zheng He. Hij maakte diverse internationale expedities. In de 16e eeuw werd in de haven veel handel gedreven met Japan.
De handel met westerse landen verliep nog uitsluitend via de haven van Guangzhou. De buitenlandse handel met China werd na de Eerste Opiumoorlog in het Verdrag van Nanking en enkele aanvullende verdragen gemakkelijker gemaakt. Vijf havens, waaronder Fuzhou werden voor de ex- en import van goederen opengesteld.
De stad is nooit door oorlogen of natuurrampen compleet verwoest geweest. In de Chinees-Franse Oorlog (1884-1885) viel op 22 augustus 1884 de Franse marine de Chinese vloot nabij Fuzhou aan. Daarbij werden in zeer korte tijd negen schepen tot zinken gebracht, waarbij zo’n 3000 doden vielen gevolg. Aan Franse zijde was de schade minimaal. Verder werd een belangrijke scheepswerf van de Chinese marine bij de stad aangevallen. De werf was gebouwd, met hulp van twee Franse marine officieren, in opdracht van Li Hongzhang als onderdeel van de Zelfversterkingsbeweging. De werf was na de aanval bijna volledig vernietigd. 
Er zijn na de dood van Mao Zedong veel mensen van de stad naar Nederland, Engeland en Amerika geëmigreerd.

## Economie
Sinds de liberalisering van China in 1979 is Fuzhou geopend voor buitenlandse investeerders. Door dit beleid is er veel geld in de stad gestroomd, waar de economie van Fuzhou van heeft geprofiteerd. Dezelfde trend is in Xiamen te zien, dat ook in Fujian ligt.
De staalgroep Sansteel Minguang heeft een fabriek in Fuzhou.

## Transport
De Fuzhou Changle International Airport bedient de stad en de omliggende regio. Fuzhou is ook een belangrijk spoorwegenknooppunt waarvan de spoorwegen Wenzhou–Fuzhou en Fuzhou–Xiamen deel uitmaken van de Southeast Coast High-Speed Rail Corridor met hogesnelheidstreinen die snelheden kunnen halen tot 250 km/h. De echte hogesnelheidslijn Hefei–Fuzhou verbindt de stad met Peking met treinverkeer aan 350 km/h. De Nanping–Fuzhou en Xiangtang–Putian spoorwegen ontsluiten het hinterland. Fuzhou heeft twee spoorwegstations, Fuzhou en Fuzhou South. In de stad is sinds 2016 Fuzhou Metro systematisch aan het uitbreiden, met sinds 2023 vijf lijnen. Fuzhou wordt ook voor het wegverkeer steeds beter ontsloten, onder meer met de G3, de autosnelweg naar Peking. De haven van Fuzhou biedt passagiersschepen naar de eilanden van de Matsu-archipel van Taiwan en een hogesnelheidsferry biedt in drie uur vaartijd connectie met Taipei en Taichung.

## Klimaat
Fuzhou heeft volgens de klimaatclassificatie van Köppen een vochtig subtropisch klimaat: Cfa, met warme vochtige zomers en milde droge winters. De jaarlijkse gemiddelde temperatuur is 20,5°C en de koudste maand is januari met een gemiddelde van 8,7°C. Juli is de warmste maand met een gemiddelde van 34,5°C. Er valt bijna 1400 millimeter neerslag per jaar. De minste neerslag valt tussen oktober en januari.

## Bezienswaardigheden
- Sint-Dominicuskathedraal

## Aardrijkskunde
De prefectuur telde 8.290.0000 inwoners in 2020, waarvan  4.660.000 inwoners in de stadsdelen.
China maakt aanspraak op de Matsu-archipel, een eilandengroep die op dit ogenblik onder gezag staat van Taiwan. Peking beschouwt de archipel bestuurlijk als een onderdeel van de stadsprefectuur Fuzhou.
De stadsprefectuur Fuzhou is verdeeld in:
- vijf districten:
  - Gulou 鼓楼区
  - Taijiang 台江区
  - Cangshan 仓山区
  - Mawei 马尾区
  - Jin'an 晋安区
- twee stadsarrondissementen:
  - Fuqing 福清市
  - Changle 长乐市
- en zes arrondissementen:
  - Minhou 闽侯县
  - Minqing 闽清县
  - Rongtai 永泰县
  - Luoyuan 罗源县
  - Pingtan 平潭县
  - en maakt aanspraak op
  - Matsu-archipel of Lianjiang 连江县

## Websites
- (zh)  stadsprefectuur Fuzhou
- (en)  The University, 2003. gearchiveerd